# Brandenburg an der Havel
Brandenburg an der Havel (česky Branibor nad Havolou) je německé město, jedno ze čtyř center Spolkové země Braniborsko. Je nejrozsáhlejším a třetím nejlidnatějším samostatným městem v Braniborsku. Zároveň je se svou více než tisíciletou historií jedno z nejstarobylejších měst této země.

## Geografie
Sousední obce: Milower Land, Havelsee, Beetzsee, Beetzseeheide, Roskow, Groß Kreutz, Kloster Lehnin, Wollin, Wenzlow, Rosenau, Wusterwitz,Bensdorf, Päwesin a Nauen.

## Historie
První osídlení Brandenburgu bylo vytvořeno slovanským kmenem Havolanů. Zdejší hradisko dobyl roku 929 východofranský král Jindřich I. Ptáčník. Městečko zůstalo v německých rukách jen do roku 983, kdy vypuklo úspěšné povstání slovanského obyvatelstva. V následujících 170 letech bylo město pod vládou slovanských knížat. Poslední z nich, Přibyslav, zemřel roku 1150. Poté byl Brandenburg zabrán Albrechtem Medvědem, prvním braniborským markrabětem.
Město bylo rozděleno na tři části - Staré Město, Nové Město a katedrální obvod. V letech 1314 a 1315 Staré a Nové Město vstoupila do Hanzovní ligy. Za třicetileté války bylo město vyplundrováno a poničeno, což vedlo ke ztrátě jeho postavení. Postupim se stala novým sídelním městem braniborským markrabat. V roce 1715 došlo ke spojení Starého a Nového Města, roku 1928 se k nim přidal katedrální obvod.
V pozdním 19. století se město stalo důležitým průmyslovým městem Německého císařství. Zásluhu na tom měl převážně ocelářský průmysl. Ve městě byly vyráběny i bicykly známých značek, jako např. Brennabor, Corona a Excelsior. Také výroba hraček byla celkem známá.
Historie Brandenburgu má také pohnutější části. Jeden z prvních koncentračních táborů stál právě na Nikolaiplatz v brandenburském Starém Městě a ve věznici Görden. Zde byli zabíjení lidé s mentálním postižením, včetně dětí (akce T4). Také zde byly použity pokusy s otravným plynem. Věznice byla uzavřena po stížnostech místních lidí na kouř, vycházející z mobilních kremačních pecí. V březnu 1945 zde byl také popraven Friedrich Fromm, německý důstojník zapletený do atentátu na Hitlera.

### Po druhé světové válce
Po válce se Brandenburg dostal do sovětské okupační zóny a později se stal součástí Německé demokratické republiky. Po pádu Berlínské zdi (a tím i cestovního omezení mezi východem a západem), poklesla populace města z více než 100 000 lidí (1989) na necelých 75 000 obyvatel (2005).

## Partnerská města
- Ivry-sur-Seine, Francie
- Kaiserslautern, Německo
- Magnitogorsk, Rusko